# 아사히촌 (오이타현 히가시쿠니사키군)
아사히촌(旭日村)은 오이타현 히가시쿠니사키군에 설치되었던 촌이다. 현재의 구니사키시에 해당한다.

## 역사
- 1889년 4월 1일 - 정촌제 시행에 의해 히가시쿠니사키군 아사히촌이 성립하였다.
- 1954년 3월 31일 - 아사히촌이 분립하여, 나카무사시촌과 합병해 무사시정이 성립, 잔부는 구니사키정, 도미쿠정, 구노우라정,가미쿠니사키촌과 합병해 구니사키정이 되어 소멸하였다.

## 참고문헌
- 角川日本地名大辞典 44 大分県
- 『市町村名変遷辞典』東京堂出版、1990年。